# Héctor Toublanc
Héctor Eugenio Toublanc, né le 12 janvier 1947 à Buenos Aires, est un footballeur argentin des années 1960 et 1970. Durant sa carrière, il évolue au poste de milieu de terrain.

## Biographie
Héctor Toublanc rejoint le Stade rennais en janvier 1970, en provenance d'Argentinos Juniors. Il joue 23 matchs de première division de 1970 à 1973, marquant trois buts. Il joue deux matchs lors de la Coupe de France 1970-1971, remportée par les Rennais, mais n'apparaît pas lors de la finale victorieuse ; il remporte également le Challenge des champions 1971.
En 1973, il quitte le Stade rennais pour retourner en Argentine. En 1974 il joue pour Estudiantes de Buenos Aires

## Palmarès
- Vainqueur du Challenge des champions 1971 avec le Stade rennais